# Eupanacra tiridates
Eupanacra tiridates là một loài bướm đêm thuộc họ Sphingidae. Loài này có ở Philippines.
Nó giống với Eupanacra regularis regularis, nhưng các vạch phía sau bên trên cánh trước ít cong hơn.